# Declaració Valencianista de 1918
El 14 de novembre de 1918, el diari La Correspondencia de Valencia publicava en primera plana i en lloc preferent la Declaració Valencianista. Precedia a la Declaració un article a tres columnes titulat Valencianismo. Tot seguit es reproduïen les huit bases del decàleg valencianista, que foren comentades, una a una, per diferents membres de les organitzacions signatàries en huit articles apareguts al periòdic esmentat entre el 16 de novembre i el 7 de desembre de 1918. Eduard Martínez Sabater, Ignasi Villalonga, Josep García Conejos, Eduard Martínez Ferrando, Pasqual Asins, Salvador Ferrandis i Luna, Maximilià Thous i Orts i Lluís Cebrian Ibor es feren càrrec cadascú d'un article.
Però la difusió del text de la Declaració anà més enllà de La Correspondencia de Valencia. Els diaris alacantins "La Región" i "Diario de Alicante" reproduïren les huit bases el 16 i el 18 de novembre, respectivament. I l'any següent, amb el títol El pensament valencianiste. Declaració oficial i comentaris, la Unió Valencianista Regional editava un opuscle de 36 pàgines que reproduïa les bases i els comentaris.
Aquesta Declaració suposà un punt d'inflexió en la història del valencianisme. En un clima d'optimisme generalitzat per als moviments de construcció nacional de tot Europa, la Unió Valencianista Regional i la Joventut Valencianista impulsaren una declaració on es recollien les reivindicacions mínimes del nacionalisme valencià amb l'ànim d'influir en la totalitat de les forces polítiques valencianes.
El 2008, quan es commemoraven 90 anys de la Declaració valencianista de 1918, un grup de valencianistes signaven una Nova Declaració Valencianista.

## Principis bàsics
Hi podem distingir quatre blocs: plantejament conceptual (bases 1 i 2), relacions amb l'estat central (bases 3 i 4), règim intern (bases 5, 6 i 7) i relacions entre els estats federats (base 8).
Per tant, la Declaració se centra en la qüestió nacional valenciana que és el nexe d'unió de les entitats firmants, les bases tenen l'aspiració de ser la ideologia bàsica de tots els partits polítics valencians/valencianistes, i conseqüentment preval un esperit de consens. El punt de partida és l'existència d'una llengua pròpia, l'existència d'una modalitat racial específica, d'una continuïtat històrica comuna i d'unes condicions econòmiques compartides. En aquesta definió de col·lectivitat xoquen les al·lusions a la "modalitat racial valenciana", que cal interpretar en el seu context original. La manera com cal entendre ací la raça no és des d'una visió biològica sinó etnogràfica, històrica i cultural.
Quant al nom i identitat de la llengua, de la Declaració traspua la unitat lingüística de valencians, catalans, balears, etc. Malgrat tot a l'hora de referir-s'hi no es fa servir un nom unitari, sinó que s'utilitzen els termes: llengua valenciana, idioma valencià o valencià.
Tenint en compte els territoris castellanoparlants, el document advoca la cooficialitat de valencià i castellà, tot i que dona preferència al valencià
Tenint en compte el context històric i el caràcter conciliador del document, la Declaració és clarament federal i no independentista. Parla d'un "Estat valencià" dins una "Federació Espanyola" o Ibèrica”. I per referir-se al territori empra simplement el terme: "València", sense cap afegitó, ni "País", ni "Regne", ni "Nació", ni "Comunidad". Potser la confusió amb el Cap i casal s'haguera solucionat parlant de la "Ciutat de València", però açò no ho aclareix.
De la mateixa manera que les Normes de Castelló de 1932 suposen la unió del valencianisme lingüístic, la Declaració Valencianista de 1918 suposa el consens del valencianisme polític, lluny de l'enfrontament que unes dècades més tard desembocà en la batalla de València.
Cal esmentar, de més a més, que en l'últim punt s'obri la porta a la confederació amb altres territori, presumiblement, amb la resta de Països Catalans.
Tot i que la Declaració tracta sobretot qüestions estrictament polítiques i culturals, les Bases nasqueren amb una innegable vocació modernitzadora. Els esments a l'economia, al territori o a les infraestructures no són casuals. Hi ha dos elements que proven aquesta afirmació: d'una banda la consideració de l'economia valenciana com un tot inseparable de la societat i del territori sobre el que aquella es projecta i independent de l'adscripció provincial. I, d'altra banda, la preocupació per unes infraestructures que estigueren al servei d'aquella economia i dels interessos reals dels valencians.

## Text de la declaració
Tot seguit reproduïm els huit punts de la Declaració Valencianista de 1918: 

Declaració Valencianista de 1918

1. El Poble valencià, integrat pels habitants de les tres províncies actuals constitueix una forta personalitat social
caracteritzada per la possessió d'una llengua pròpia, per la seua modalitat racial, per la comunitat d'història i de condicions
econòmiques.

2. Aquesta personalitat, pel fet de la seua existència i per la voluntat dels seus components, té dret a constituir un Estat amb el poder de donar-se ell mateix la seua forma i constitució. Aquesta és la fonamental reivindicació valencianista.

3. Reconeixem la compatibilitat de l'Estat Valencià i la seua convivència amb les altres regions i nacionalitats ibèriques dins d'una Federació Espanyola o Ibèrica, establint clarament la distinció d'atribucions de l'Estat Valencià i el Federal, i una
consegüent divisió de la Hisenda per a cobrir les respectives atencions. Les funcions pròpies de l'Estat Valencià deuran ser
exercides amb plena sobirania, sense cap intromissió estranya dins d'una Federació Espanyola o Ibèrica, establint clarament la distinció d'atribucions de l'Estat Valencià i el Federal, i una
consegüent divisió de la Hisenda per a cobrir les respectives atencions. Les funcions pròpies de l'Estat Valencià deuran ser
exercides amb plena sobirania, sense cap intromissió estranya.

4. Sense prejutjar definitivament la divisió d'aquestes funcions acceptem, de moment, la formulada en l'Assemblea de
Parlamentaris d'octubre de 1917.

5. Existint en València, segons els territoris, dualitat de llengües valenciana i castellana, demanem la cooficialitat per als
dos idiomes.

6. Conseqüents amb la idea de respecte als organismes naturals, els municipis valencians fruiran de la seua autonomia,
tenint el poder de constituir-se dins els límits generals d'una llei municipal que procure, per als ajuntaments la màxima
eficàcia tècnica compatible amb els principis democràtics.

7. Reconeixent les varietats locals dins de l'antic Regne de València i conseqüents amb el criteri descentralitzador, l'Estat
Valencià respectarà les varietats provincials o comarcals, quan els respectius municipis les consagren per unions i
mancomunitats entre ells.

8. L'Estat valencià podrà mancomunar-se per a fins concrets, amb altres Estats de la Federació, si ho estima convenient,
conservant íntegra la seua personalitat.

Cal dir, però, que cadascun d'aquests huit punts van ser glossats posteriorment per huit articles publicats del 16 de novembre al 7 de desembre de 1918 al diari "La Correspondencia de Valencia". Els glossadors van ser, punt per punt:
- 1. Eduard Martínez-Sabater i Seguí. Glossa la 1a Base en un article aparegut a «La Correspondencia de Valencia», 16 de novembre de 1918
- 2. Ignasi Villalonga Villalba. Glossa 2a 1a Base en un article aparegut a «La Correspondencia de Valencia», 18 de novembre de 1918
- 3. Josep Garcia Conejos. Glossa la 3a Base en un article apareguta «La Correspondencia de Valencia», 20 de novembre de 1918
- 4. Eduard Martínez i Ferrando. Glossa la 4a Base en un article aparegut a «La Correspondencia de Valencia», 24 de novembre de 1918
- 5. Pasqual Asins i Lerma, Glossa la 5a Base en un article aparegut a «La Correspondencia de Valencia», 27 de novembre de 1918
- 6. Salvador Ferrandis i Luna. Glossa la 6a Base en un article aparegut a «La Correspondencia de Valencia», 29 de novembre de 1918
- 7. Maximilià Thous i Orts. Glossa la 7a Base en un article aparegut a «La Correspondencia de Valencia», 29 de novembre de 1918
- 8. Lluís Cebrián Ibor. Glossa la 8a Base en un article aparegut a «La Correspondencia de Valencia», 7 de desembre de 1918